# 布费蒙
布费蒙（法語：Bouffémont，法語發音：[bufemɔ̃] ⓘ）是法国法兰西岛大区瓦兹河谷省的市镇，位于该省东部，属于萨塞勒区。

## 地理
布费蒙（49°2'36"N, 2°17'57"E）面积4.51 平方千米，位于法国法蘭西島大區瓦兹河谷省，该省份为法国北部内陆省份，北起瓦兹省，西接厄尔省，南至塞纳-圣但尼省、上塞纳省和伊夫林省，东临塞纳-马恩省。
与布费蒙接壤的市镇（或旧市镇、城区）包括：法兰西地区巴耶、圣普里、绍夫里、多蒙、穆瓦塞勒。

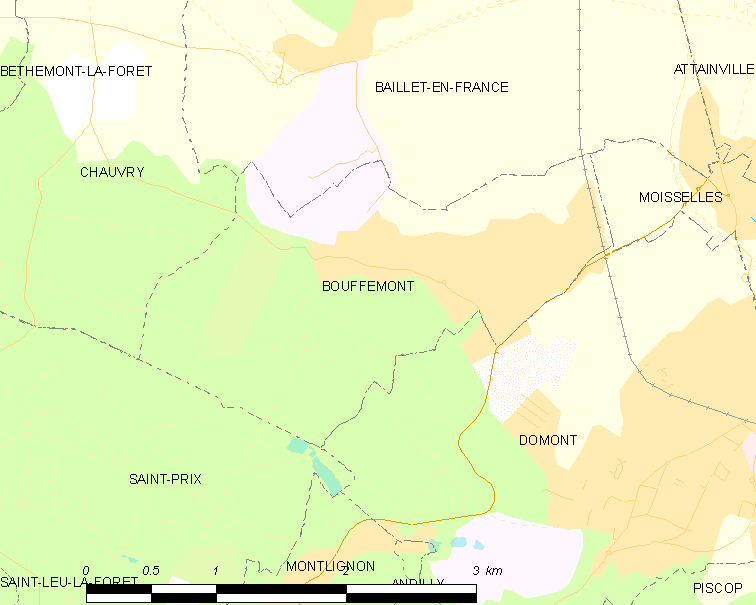
布费蒙的OSM定位图

布费蒙的时区为UTC+01:00、UTC+02:00（夏令时）。

## 行政
布费蒙的邮政编码为95570，INSEE市镇编码为95091。

## 政治
布费蒙所属的省级选区为多蒙县。

## 人口

1962-2008年间布费蒙人口变化图示

布费蒙于2022年1月1日时的人口数量为6565人。